# Elusa subjecta
Elusa subjecta är en fjärilsart som beskrevs av Walker 1865. Elusa subjecta ingår i släktet Elusa och familjen nattflyn. Inga underarter finns listade i Catalogue of Life.